# Christian Lenté
Christian Lenté (* 22. Mai 1912 in Boves (Somme); † 21. Februar 1990 in Paris) war ein französischer Radrennfahrer und nationaler Meister im Radsport.

## Sportliche Laufbahn
Lenté war im Bahnradsport aktiv. Bei den Bahnradsport-Weltmeisterschaften 1934 gewann er die Bronzemedaille im Sprint der Amateure hinter dem Sieger Benedetto Pola aus Italien. 1934 gewann er die nationale Meisterschaft im Sprint der Amateure. 1935 wurde er Dritter der Meisterschaft.
Im Grand Prix Cyclo-Sport de vitesse war er ebenfalls 1934 erfolgreich. Beim Sieg von Toni Merkens im Grand Prix de Paris 1934 wurde er Dritter.